# Жеводанське графство

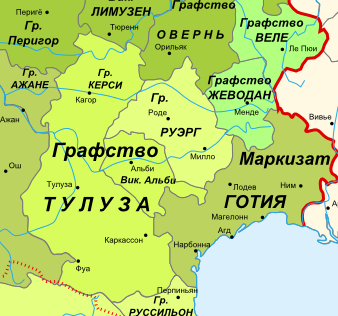

44°42′ пн. ш. 3°18′ сх. д. / 44.7° пн. ш. 3.3° сх. д.
Жеводанське графство (фр. Comté de Gévaudan) — феодальне володіння на півдні Франції.

## Історія
Територія середньовічного Жеводанського графства збігається із сучасним французьким департаментом Лозер. Перша згадка про Понса, графа Жеводанського, припадає на 998 рік. Про його пращурів можна простежити протягом трьох поколінь. Жеводанське графство могло йому дістатись від матері Аделаїди д'Анжу, дочки Фулька II, графа Анжу. Після смерті Понса у 1013 чи 1016 році немає жодних додаткових відомостей про наступних графів Жеводана. Швидше за все, через сестру Понса Ерменгарду та дружину Гільйома IV, графа Оверні, Жеводанське графство перейшло до графів Оверні. Деякі наступні графи Овернські згадуються також як графи Жеводанські.
Титули графа Жеводанського також іноді використовували графи Руерзькі, зокрема граф Гуго. Віконт Мійо почали використовувати титул віконта Жеводанського в XI столітті. Є версія, що під час їхнього правління юрисдикція графства була передана графам Тулузи, хоча основне джерело, яке це підтверджує, досі не ідентифіковано. Жільбер, віконт Жеводанський, наприкінці XI століття став графом. Він одружився з Гербергою, графинею Провансальскою, і передав графство своїй дочці Дульсі I, після чого Жеводан перейшов до володінь Провансальського графства.
У 1167 Альфонсо II Арагонський відібрав володіння, у тому числі графство Жеводан, у своєї двоюрідної сестри Дульси II під приводом неприпустимості жіночого успадкування, і після цього Жеводан перейшов до володінь Арагонської Корони. У 1258 Хайме I Арагонський продав Жеводанське графство королю Франції Людовіку IX, після чого територія графства увійшла до французького королівського домену.

## Список графів та віконтів Жеводанських

### Жеводанський дім
- до 998—1013/1016 : Понс (убитий 26 лютого 1013/1016), син Етьєна де Бруїда
- 1013/1016-1016 : Гільйом IV (помер бл. 1016), граф Оверні, чоловік Ерменгарди, сестри попереднього.

### Дім де Мійо
- ? — після 957 : Бернар III (пом. після 957), віконт Жеводана, син Бернара II, віконт Руерга
- після 957 — ?: Риго, віконт Жеводана, син попереднього
- ? — ?: Етьєн, віконт Жеводана, син попереднього
- ? — 1013/1023 : Рішар I (пом. 1013/1023), віконт Мійо, Жеводану і Родезії, син Беренгера I, брата Бернара III, віконта Жеводану
- 1013/1023-1050 : Рішар II (пом. 1050), віконт Мійо, Жеводану і Родезії, син попереднього
- 1050—1080/1097 : Беренгер II (пом. Бл. 1080/5 січня 1097), віконт Мійо, Жеводану і Родезії, син попереднього
- 1080/1097-1110/1112 : Жільбер (уб. 1110/1112), віконт Жеводану, граф Жеводану, віконт Мійо, Родезії, Лодеву і Карлата, син попереднього

### Провансальський дім
- 1111—1130 : Дульса I (пом. 1130), графиня Провансу, дочка попереднього
- 1130—1144 : Беренгер Раймунд (пом. 1144), граф Прованса, син попередньої
- 1144—1166 : Раймунд Беренгер II (пом. 1166), граф Прованса, син попереднього
- 1166—1167 : Дульса II (пом. 1172), графиня Провансу, дочка попереднього

### Арагонський дім
- 1167—1196 : Альфонсо II (1152—1196), король Арагона, граф Руссільона, Сердані, Провансу і Барселони, двоюрідний брат попередньої
- 1196—1213 : Педро II (1174—1213), король Арагона і Майорки, граф Руссільона, Сердані, Провансу та Барселони, син попереднього
- 1213—1258 : Хайме I (2 лютого 1208, Монпельє — 27 липня 1276, Валенсія), король Арагона, Валенсії та Майорки, граф Руссильона, Сердані, Провансу та Барселони, син попереднього